# John Dee
John Dee, valižanski matematik, astronom, astrolog in geograf, * 13. julij 1527, London, Anglija, † 1608 ali 1609, Mortlake, London.
Dee je deloval na področju znanosti in čarodejstva. Bil je eden od najbolj izobraženih ljudi svojega časa. Že zelo mlad je predaval pred polnimi množicami na Univerzi v Parizu. Strastno je razširjal matematiko, bil je priznan astronom in vodilni strokovnjak v navigaciji, kjer je učil mnoge, ki so vodili angleške raziskovalne odprave. Istočasno se je posvečal krščanskemu angelskemu čarodejstvu in hermetični filozofiji. Zadnjo tretjino svojega življenja je posvetil izključno tem iskanjem. Zanj, kakor tudi za mnoge njegove sodobnike, si te dejavnosti niso nasprotovale in so bile skladni svetovnonazorski pogled.

## Življenje

### Mladost
Dee se je rodil v valižanski družini. Iz valižanščine izhaja tudi njegov priimek »du«, kar pomeni črn. Njegov oče je bil trgovec in dvorjan. Hodil je v cerkveno šolo v Chelmsfordu. Od leta 1543 do 1546 je študiral na Kolidžu St. John's v Cambridgeu. Zelo se je izkazal in bil ustanovni član Kolidža Trinity. Potoval je po Evropi in študiral v Louvainu in Bruslju. V Parizu je predaval Evklida. Študiral je pri Regnierju Gemmi Frisiusu in postal dober prijatelj kartografa Gerardusa Mercatorja. Vrnil se je v Anglijo s pomembno zbirko matematičnih in astronomskih instrumentov.
Leta 1554 so mu ponudili stolico za matematiko v Oxfordu, vendar je zavrnil, ker ni bil zadovoljen z izrazitim obravnavanjem študija retorike in slovnice na angleških univerzah v škodo filozofije in znanosti. Retorika in slovnica sta skupaj z logiko tvorili akademski trivium, prve tri svobodne umetnosti; na višji stopnji, kvadriviju pa so poučevali še aritmetiko, geometrijo, glasbo in astronomijo.
Leta 1555 so ga prijeli in obsodili, ker je izračunaval horoskope za kraljico Marijo in princeso Elizabeto. Obsodbo so razširili na izdajstvo proti Mariji. Sodili so mu v Zvezdni zbornici (Star Chamber) in ga oprostili. Niso pa ga osvobodili, temveč so ga predali nazadnjaškemu katoliškemu škofu Edmundu Bonnerju na verski pregled. Spet se je Dee opral vseh obtožb. Kmalu je celo postal Bonnerjev zaupni družabnik. Celotni doživljaj je bil najbolj dramatičen v celem nizu napadov in obrekovanj, ki so mu bili za petami skozi življenje. Njegovo močno in dolgotrajno nagnjenje k molčečnosti je le poslabšalo stvari.
Dee je leta 1556 predstavil kraljici Mariji sanjski načrt za ohranitev starih knjig, rokopisov in zapisov. Predlagal je tudi ustanovitev narodne knjižnice. Njegovega predloga niso sprejeli. Namesto tega je zgradil lastno knjižnico v svoji hiši v Mortlakeu in neutrudno zbiral knjige in rokopise v Angliji in na celini. Njegova knjižnica je postala največja v Angliji. Privlačevala je učenjake in postala središče učenosti zunaj univerz.
Leta 1558 je prestol prevzela Elizabeta in Dee je postal njen tesni svetovalec na področju astroloških in znanstvenih zadev. Sam je tudi izbral datum njenega kronanja in slovesnosti. V tem času je pomagal angleškim raziskovalnim odpravam. Priskrbel je tehnično pomoč v navigaciji in ideološko oporo za tvorbo Britanskega imperija. Tudi izraz »Britanski imperij« je Dee prvi uporabil. Leta 1577 je objavil delo Splošni in redki izpiski, ki se nanašajo na popolno umetnost navigacije (General and Rare Memorials pertayning to the Perfect Arte of Navigation). V delu je izrazil svoj pogled na pomorski imperij in branil angleške ozemeljske zahteve v Novem svetu. Spoznal se je s sirom Humphreyem Gilbertom, ter s pesnikom in vojakom sirom Philipom Sidneyem in njegovim krogom.
Leta 1564 je napisal okultno hermetično delo Monas Hieroglyphica (Hieroglifska monada), obširno kabalistično razlago lastnega glifa, ki naj bi predstavljal okultno enotnost vsega stvarjenja. Njegovi sodobniki so to delo zelo hvalili, vendar je za današnje razmere zelo težko razumljivo.
Leta 1570 je objavil »Matematični predgovor« angleškega prevoda Henryja Billingsleyja Evklidovih Elementov. Tu je govoril o pomembnosti matematike in poudaril način kako se matematika dotika drugih umetnosti in znanosti. Predgovor je bil mišljen za poslušalstvo zunaj univerz in je tudi postal njegovo najvplivnejše delo. Velikokrat so ga ponatisnili.

### Zrela leta
Dee je postal nezadovoljen z napredkom pri raziskovanju skrivnosti narave in s svojim lastnim pomanjkanjem vpliva in priznanja. Da bi pridobil znanje, se je začel nagibati v smeri nadnaravnega. Še posebej je poskušal priti v stik z angeli s pomočjo uporabe kristalnega prerokovalca, oziroma s kristalno kroglo, ki naj bi služila kot posrednik med njim in angeli.
Njegovi prvi poskusi niso bili zadovoljivi, leta 1582 pa je srečal Edwarda Kelleyja, duhovnega medija, ki ga je navdušil s svojimi sposobnostmi. Zaposlil ga je in je usmeril vso svojo energijo k tem nadstvarnim prizadevanjem. Dee je verjel, da bodo ti »duhovni sestanki« pomagali človeštvu. Angeli so Deeju na ta način narekovali več knjig, nekaj v posebnem angelskem, oziroma enohijskem jeziku.
Leta 1583 je srečal poljskega plemiča Alberta Łaskija, ki ga je povabil naj z njim obišče Poljsko. Dee se je s pomočjo angelov odločil, da deželo obišče. Dee, Kelley in njuni družini sta na evropsko celino odšli septembra 1583. Łaski je bil brez denarja. Dee in Kelley sta v Srednji Evropi živela kot nomada in nadaljevala svoje duhovne sestanke, ki jih je Dee vestno zapisoval. Sestankom sta prisostvovala tudi cesar Rodolf II. Habsburški in poljski kralj Štefan II. Tu ju je Dee grajal zaradi njune brezbožnosti in ju poskušal prepričati v pomembnost svojega sporazumevanja z angeli. Na monarha ni naredil posebnega vtisa.
Med duhovnim sestankom na Češkem leta 1587 je Kelley povedal Deeju, da je angel Uriel odredil naj si izmenjata ženi. Na Deeja je odredba sicer delovala tesnobno, vendar ni dvomil v njeno resničnost in na videz dovolil, da se to izvede. Takoj je končal s sestankom in nikoli ni več videl Kelleyja. Leta 1589 se je vrnil v Anglijo.

### Zadnja leta
Po šestih letih se je vrnil v Mortlake. Njegova knjižnica je bila v slabem stanju. Ukradli so tudi veliko knjig in instrumentov. Zaprosil je za pomoč pri Elizabeti, ki ga je leta 1592 končno imenovala za čuvaja Kolidža Christ's v Manchestru. Sedaj so ga večinoma poznali kot zlobnega čarovnika in tako ni mogel uveljaviti svojega vpliva nad člani, ki so ga prezirali. Leta 1605 je zapustil Manchester. Kraljica je medtem umrla, novega kralja Jakoba I. pa nadnaravnost ni zanimala in ni dal nobene pomoči. Dee je svoja zadnja leta preživel v revščini v Mortlakeu, kjer je tudi umrl. Na žalost se ne ve kje je njegov nagrobni spomenik.